# 苍鹰黄锦蛤
苍鹰黄锦蛤（学名：Neilonella soyoae）是弯锦蛤目黄锦蛤科黄锦蛤属的一种双壳纲软体动物。

## 分佈
主要分布于台湾，常栖息在深海。

## 外部連結
- 維基物種上的相關：苍鹰黄锦蛤